# Riccardo Malipiero
Riccardo Malipiero (ur. 24 lipca 1914 w Mediolanie, zm. 27 listopada 2003 tamże) – włoski kompozytor.

## Życiorys
Syn wiolonczelisty Riccarda Malipiero, bratanek kompozytora Gian Francesco Malipiero. Ukończył studia w konserwatoriach muzycznych w Mediolanie (1932) i Turynie (1937). W latach 1937–1939 uczył się u swojego stryja w Wenecji. W 1949 roku był współorganizatorem I Congresso di musica dodecafonica w Mediolanie. W latach 50. przebywał z wykładami w Stanach Zjednoczonych. Prowadził kursy w Instituto Torcuato di Tella w Buenos Aires (1963) i na University of Maryland (1969). Od 1969 do 1984 roku był dyrektorem Civico Liceo Musicale w Varese. Współpracował także z prasą, pisał liczne artykuły i krytyki muzyczne.
Opublikował prace G.S. Bach (Brescia 1948), C. Debussy (Brescia 1948, 2. wydanie 1958) i Guida alia dodecafonia (Mediolan 1961).

## Twórczość
Począwszy od połowy lat 40. XX wieku tworzył konsekwentnie w technice dodekafonicznej, nie traktując jednak jej reguł na sposób ortodoksyjny. W swoich utworach wprowadzał typowe dla muzyki włoskiej elementy śpiewności i płynności w kształtowaniu linii melodycznej, dobierał serie o zabarwieniu modalnym.

## Wybrane kompozycje
(na podstawie materiałów źródłowych)

### Utwory orkiestrowe
- 2 koncerty fortepianowe (I 1937, II 1955)
- 3 tańce (1937)
- 2 koncerty wiolonczelowe (I 1938, II 1957)
- Balleto (1939)
- Piccolo na fortepian i orkiestrę (1945)
- 3 symfonie (I 1949, II na baryton i orkiestrę 1956, III 1959)
- Koncert skrzypcowy (1952)
- Studi (1953)
- Ouverture-Divertimento „del Ritorno” (1953)
- Concerto breve na tancerkę i orkiestrę kameralną (1956)
- Sonata na obój i orkiestrę smyczkową (1961; także wersja na obój i fortepian 1960)
- Concerto per Dimitri na fortepian i orkiestrę (1961)
- Nykteghersia (1962)
- Cadencias (1964)
- Muttermusik (1965–1966)
- Mirages (1966)
- Carnet de notes na orkiestrę kameralną (1967)
- Cassazione II na orkiestrę smyczkową (1967)
- Rapsodia na skrzypce i orkiestrę (1967)
- Serenata per Alice Tully na orkiestrę kameralną (1969)
- Koncert na skrzypce, wiolonczelę, fortepian i orkiestrę (1971)
- Capriccio na orkiestrę kameralną (1972)
- Koncert na 2 fortepiany i orkiestrę (1974)
- Requiem 1975 (1975)
- Due pezzi sacri (1976–1977)
- Canti na altówkę i orkiestrę (1978)
- Divertimento na obój, fagot i orkiestrę smyczkową (1978)
- Preludio e rondo (1979)
- Composizione concertata na rożek angielski, obój, obój miłosny i orkiestrę smyczkową (1982)
- Notturno na wiolonczelę i orkiestrę kameralną (1983)
- Racconto (1985)
- Ombre na orkiestrę kameralną (1986)

### Utwory kameralne
- Musik I na wiolonczelę i 9 instrumentów (1938)
- 2 kwartety smyczkowe (I 1941, II 1954, III 1960)
- Sonata skrzypcowa (1956)
- Kwintet fortepianowy (1957)
- Musica da camera na kwintet dęty (1959)
- Sonata obojowa (1960; także wersja na obój i kwartet smyczkowy 1961)
- Mosaico na kwintet dęty i kwintet smyczkowy (1961)
- Nuclei na 2 fortepiany i perkusję (1966)
- Cassazione na sekstet smyczkowy (1967)
- Trio na fortepian, skrzypce i wiolonczelę (1968)
- Ciaccona di Davide na altówkę i fortepian 1970)
- Fantasia na wiolonczelę (1970–1971)
- Giber Folia na klarnet i fortepian (1973)
- Memoria na flet i klawesyn (1974)
- Winter Quintet na klarnet i kwartet smyczkowy (1976)
- Musica na 4 wiolonczele (1979)
- Diario na obój i trio smyczkowe (1981)
- Apresmiro na 11 instrumentów (1981–1982)
- Liebesspeil na flet i gitarę (1982)
- Diario d’Agosto na fortepian, klarnet i wiolonczelę (1985)
- Rinelcarlido na obój i fortepian (1986)
- Mosaico secondo na skrzypce (1987)

### Utwory fortepianowe
- 14 Invenzioni (1938)
- Musik na 2 fortepiany (1939)
- Piccola musica (1941)
- Invenzioni (1949)
- Costellazioni (1965)
- Le Rondini de Alessandro (1971)
- Diario secondo (1985)

### Utwory wokalno-instrumentalne
- Antico sole na sopran i orkiestrę (1947)
- Cantata sacra na sopran, chór i orkiestrę (1947)
- Sette variazione su „Les Roses” na sopran i fortepian (1951)
- Cantata de natale na sopran, chór i orkiestrę (1959)
- 6 poesie di Dylan Thomas na sopran i 10 instrumentów (1959)
- Motivi na głos i fortepian (1959)
- Preludio, Adagio e Finale na głos i perkusję 1963)
- In Time of Daffodils na sopran, baryton i 7 instrumentów (1964)
- Due ballate na głos i gitarę (1965)
- Monologo na głos i smyczki (1969)
- Go Placidly... na baryton i orkiestrę kameralną (1974–1975)
- Treframmenti na głos i fortepian (1979)
- Loneliness na głos i orkiestrę (1986–1987)
- Vocal Quintet na sopran i kwartet smyczkowy (1988)
- Tre sonetti na sopran i 10 instrumentów (1989)
- Meridiana na sopran i orkiestrę kameralną (1989–1990)
- Lieder etudes na sopran i fortepian (1990; także wersja na sopran i zespół instrumentów 1992)
- Dalla prigione un suono na sopran, baryton, skrzypce, fortepian, chór i orkiestrę (1992)

### Opery
- Minnie la Candida (wyst. Parma 1942)
- La Donna è mobile (1954, wyst. Mediolan 1957)
- opera telewizyjna Battono alia Porta (1962, wersja sceniczna wyst. Parma 1963)
- L’ultima Eva (1992–1995)